# 高野宗雄
高野 宗雄（たかの むねお、1907年（明治40年）12月1日 - 1989年（平成元年）9月25日）は、日本の政治家、第4、5期魚津市長（1964年 - 1972年）、新川信用金庫理事、新開発公社理事長を歴任。

## 略歴
1907年（明治40年）12月1日、富山県に生まれる。1930年（昭和5年）に法政大学経済学部を卒業し、東京建物に入社する。1954年（昭和29年）魚津市監査委員、1960年（昭和35年）同教育委員委員を経て、1964年（昭和39年）4月に魚津市長選挙に出馬し、当選する（ - 1972年（昭和47年）5月）。
在任中は白倉小学校組合管理者、家事・民事調停委員、衛生処理組合管理者、魚津市開発公社理事長、新川育成牧場組合管理者、新川広域圏事務組合理事長、市体育協会会長などを兼任した。
市長就任後にごみ焼却場の完成、小中学校校舎の増改築や小学校の統合を実施した。さらに新市庁舎の落成、農協の合併、家畜市場の建設、育成牧場の開場などを進めた。
その一方、1969年（昭和44年）には集中豪雨で魚津市に14億円余りの損害が発生した。
1989年（平成元年）9月25日 、 死去（81歳）。